# Blassac
Blassac är en kommun i departementet Haute-Loire i regionen Auvergne-Rhône-Alpes i centrala Frankrike. Kommunen ligger i kantonen Lavoûte-Chilhac som tillhör arrondissementet Brioude. År 2022 hade Blassac 129 invånare.

## Befolkningsutveckling
Antalet invånare i kommunen Blassac
| Referens: INSEE |